# عراقيون في المملكة المتحدة
العراقيون في المملكة المتحدة هم العراقيون (سواء بالولادة أو الأصل) المقيمون في بريطانيا.

## التاريخ
هاجر العراقيون منذ عقد الأربعينات إلى بريطانيا وكان أوائل المهاجرين نخب سياسية واجتماعية من المثقفين وذوي الشهادات العليا. كما ازدادت الهجرة أثناء الحرب العراقية الأيرانية والحصار الاقتصادي على العراق.

## ديمغرافيا

### عدد العراقيون في المملكة المتحدة
أظهر التعداد السكاني لعام 2001 أن عدد من ولد في العراق ويقطن المملكة المتحدة كان 32,236. احصائية أخرى تقول ان عام 2009 هذا العدد قد يكون وصل إلى 65,000. السفارة العراقية تقدر العدد ب350,000–450,000.

### التوزيع السكاني
125,000 في لندن، 35,000 في برمينغهام، 18,000 في مانشستر، 8,000 في كارديف و 5,000 في غلاسكو.